# Salmiya
Salmiya (arabisch السالمية, DMG as-Sālimīya) ist ein Distrikt innerhalb des Gouvernement Hawalli von Kuwait und damit auch Teil von Kuwait-Stadt. Im Jahr 2018 wurde der Bereich auf 301.043 Einwohner geschätzt. Der Distrikt selbst ist in 13 Blöcke unterteilt. Dabei werden die dem Persischen Golf zugewandten Blöcke mehrheitlich von Unternehmen und die dem Golf abgewandten Blöcke mehrheitlich als Wohnraum genutzt. Demographisch sind in diesem Bezirk fast ausschließlich Ausländer wohnhaft.

## Sport
Der al Salmiya Club hat an der Nordost-Spitze des Distrikts mit dem Thamir Stadium hier seine Heimspielstätte.

## Verkehr
Im Norden als auch im Osten befinden sich die Häfen, die zum Golf führen. Im Süden ist das Distrikt durch die Route 5 vom angrenzenden Rumaithiya getrennt und im Westen von der Route 30, welche ebenfalls die Grenze zu den Distrikten Hawally und Jabriya bildet.